# Avise
Avise – miejscowość i gmina we Włoszech, w regionie Dolina Aosty.
Według danych na styczeń 2009 gminę zamieszkiwało 315 osób przy gęstości zaludnienia 6 os./1 km².